# Distrito de Salpo
El Distrito de Salpo es uno de los diez distritos de la Provincia de Otuzco, ubicada en el Departamento de La Libertad, bajo la administración del Gobierno regional de La Libertad, en el Perú.
Desde el punto de vista jerárquico de la Iglesia católica forma parte de la Arquidiócesis de Trujillo.
La palabra Salpo deriva del quechua “Challpu” que significa manotear, chapotear, hacer sonar el agua.

## Historia
Fue creado por Ley del 24 de diciembre de 1847, en el gobierno del presidente Ramón Castilla. 

## Geografía
Abarca unas superficie de 68,89 km².
Situado a 78° 40’ longitud oeste y 7° 58’ de latitud sur, entre 3400 y 3500 m s. n. m., a 70 km de ciudad costera de Trujillo; limita por el este con Mache y Agallpampa, por el oeste con Poroto y Laredo, por el norte con Otuzco y por el sur con Carabamba.  
Se encuentra en las faldas del cerro Ragash (3 550 m.s.n.m.). Este cerro es el más alto de la región, tanto que las empresas Telefónica y Minera Barrick han instalado sus antenas de retransmisión. Desde este cerro, en noche clara, se puede observar las líneas que forman el alumbrado eléctrico de la ciudad de Trujillo (a 70 km) y el pico Huascarán (a unos 100 km). Desde este cerro se observa la mayoría de las cadenas de cerros de la Región Libertad. Desde allí se ve nítidamente la ciudad de Otuzco, capital de la provincia.
En el distrito de Salpo se encuentran los caseríos de El Milagro, Shulgón, Bellavista, Chanchacap, Chepen, Cochaya, Cogón, Cotra, El Cauro, El Sauco, Leoncio Prado, Naranjal, Pagash, Paragaday, Plaza Pampa, Purrupampa, San Miguel, Sixa, Tupac Amaru. El Centro Poblado está situado a extremos de una altiplanicie (3400 m.s.n.m). Por esas características, desde los años 80, Salpo atrajo al científico Mutsumi Ishizuka y otros científicos del Instituto Geofísico del Perú a los físicos de la Universidad Nacional de Trujillo, dirigidos por el físico Rogelio Llatas,  para la eventualidad de instalar un observatorio astronómico.
En Salpo se encuentra el cerro "La Calva", donde existen restos de la cultura Cuydista, situados allí por su riqueza agrícola, pero también por ofrecer la mejor vista de la región. De allí se observa la Costa y el cerro Ragash. 
Bajando por un camino por la parte norte de la calva, llamada Cuydista, se llega a "las minas", de donde los escolares acostumbraban sacar material para elaborar sus tizas. Siguiendo el camino se llega a los "Tres Shulgones" y a "Las Torres", por donde pasaba un sistema teleférico de la Northern para llevar el mineral a Samne. Siguiendo un camino con menor pendiente se llega a "La Estación", donde había otra torre del sistema teleférico. Desde allí se baja con mayor pendiente a "Las Tunas", y luego a la "Loma del Viento" desde donde se observa ya la carretera que va a Otuzco y Agallpampa. Los turistas de aventura hacen este camino para bajar a la Costa. A lo largo del camino se observa actividad de pastoreo de ovejas y unas cuantas vacas, que ocupa a niños y mujeres. La agricultura gira en torno a la papa, trigo, cebada, la oca, el olluco, la mashua, habas y arvejas.

## Autoridades

### Municipales
- 2011 - 2014[2]
  - Alcalde: Sigifredo Helmer Rojas Guevara, del Partido Aprista Peruano (PAP).
  - Regidores:  Joseé Vilder Morillas Rojas (PAP), Juan Carlos Gonzales Cipra (PAP), Ibeth Lisaem Cruzado Haro (PAP), Pedro R Reyes Germán (PAP), José Roberto Castillo Velásquez (Súmate – Perú Posible).[3]
- 2007 - 2010
  - Alcalde: Sigifredo Helmer Rojas Guevara, del Partido Aprista Peruano.

### Policiales
- Comisario: Mayor PNP.

### Religiosas
- Arquidiócesis de Trujillo[4]
  - Arzobispo de Trujillo: Monseñor Héctor Miguel Cabrejos Vidarte, OFM.[5]
- Parroquia
  - Párroco: Pbro.

## Economía
Hasta mediados de los 50, Salpo tenía actividad minera, gracias a la empresa minera Northen Peru Copper Corporation. La partida de esta empresa, Salpo vivió por la agricultura. A principios de los años 2000, la empresa minera Buenaventura hizo prospección de oro, pero no tuvo resultados positivos. La idea de un renacimiento de la minería formal desapareció, pero se intensificó la minería informal que contamina suelos y las correntías que terminan en el río Moche y luego al Océano Pacífico.

## Educación
En educación, hasta los años 60 del siglo XX, Salpo tenía sólo la escuela fiscal 255. Hoy se tiene educación secundaria.

## Vías de acceso
Para llegar a Salpo se tiene una carretera que va a las minas Barrick hasta Agallpampa, desviando hacia la derecha por una trocha que baja al río Chanchacap para luego subir a Salpo. El viaje toma una tres horas y media. Pero también se puede tomar un desvío en Samne, en la carretera anterior, para subir por una empinada trocha, viaje que toma 2 horas y media. Esta última alternativa permite ver un hermoso paisaje dirigiendo la vista hacia la costa de Trujillo.